# David Souter
David Hackett Souter, né le 17 septembre 1939 à Melrose (Massachusetts) et mort le 8 mai 2025 à Concord (New Hampshire), est un juriste américain, juge à la Cour suprême des États-Unis nommé en 1990 par George H. W. Bush et démissionnaire en 2009.

## Biographie
Après avoir travaillé pour le cabinet d'avocat Orr & Reno, il devient assistant du procureur général du New Hampshire, il en occupe le poste de 1976 à 1978. Puis il est nommé comme juge de la Cour supérieure de l'État, puis de la Cour suprême du New Hampshire. En 1990, quelques mois avant qu'il soit proposé à la Cour suprême du pays, il est juge pour le premier circuit fédéral d'appel.
David Souter est nommé par un président républicain car on croit alors qu'il sera un juge plutôt conservateur. De plus, le président Bush voulait éviter une longue bataille politique pour la confirmation par le Sénat de Souter. Durant l'audition, il défend l'incrémentalisme juridique, qui évite des bouleversements majeurs et qui respecte les précédents. Le juge est confirmé par un vote de 90 voix contre neuf opposants, tous démocrates, et un absent (Pete Wilson)
Mais au fil des ans, David Souter évolue peu à peu vers des positions défendues par ses collègues progressistes (Bader Ginsburg, John Paul Stevens et Breyer) et non vers les positions conservatrices (William Rehnquist, Clarence Thomas, Antonin Scalia).
Il vote notamment pour maintenir le droit à l'avortement (Planned Parenthood v. Casey, 1992), ou pour valider des restrictions controversées au droit de propriété (Kelo v. City of New London, 2005). Les républicains sont déçus et ont comme doctrine « No More Souters » qui est à l'origine de l'aggravation du clivage politique,.
Le 30 avril 2009, il annonce démissionner de la Cour suprême, souhaitant prendre sa retraite dès qu'un nouveau juge aura été nommé à sa place par le président Barack Obama. Il choisit pour sa première nomination la juge Sonia Sotomayor qui est confirmée par le Sénat le 6 août 2009, et prête serment le 8 août.
En 2010, il obtient un doctorat honoris causa de l'université Harvard.
David Souter meurt le 8 mai 2025 à l’âge de 85 ans à Concord (New Hampshire).